# Сакошу-Турческ (комуна)
Сакошу-Турческ (рум. Sacoșu Turcesc) — комуна у повіті Тіміш в Румунії. До складу комуни входять такі села (дані про населення за 2002 рік):
- Іклода (290 осіб)
- Берінь (527 осіб)
- Отвешть (304 особи)
- Сакошу-Турческ (784 особи)
- Стамора-Ромине (330 осіб)
- Уліук (645 осіб)
- Уніп (276 осіб)

Комуна розташована на відстані 390 км на захід від Бухареста, 19 км на південний схід від Тімішоари.

## Населення
За даними перепису населення 2002 року у комуні проживали 3156 осіб.
Національний склад населення комуни:
| Національність | Кількість осіб | Відсоток |
| -------------- | -------------- | -------- |
| румуни         | 2686           | 85,1%    |
| цигани         | 223            | 7,1%     |
| угорці         | 215            | 6,8%     |
| німці          | 21             | 0,7%     |
| українці       | 5              | 0,2%     |
| серби          | 2              | 0,1%     |
| словаки        | 1              | < 0,1%   |
| хорвати        | 1              | < 0,1%   |
| поляки         | 1              | < 0,1%   |

Рідною мовою назвали:
| Мова       | Кількість осіб | Відсоток |
| ---------- | -------------- | -------- |
| румунська  | 2721           | 86,2%    |
| циганська  | 206            | 6,5%     |
| угорська   | 204            | 6,5%     |
| німецька   | 16             | 0,5%     |
| українська | 3              | 0,1%     |
| сербська   | 2              | 0,1%     |
| словацька  | 1              | < 0,1%   |
| хорватська | 1              | < 0,1%   |
| польська   | 1              | < 0,1%   |

Склад населення комуни за віросповіданням:
| Релігія                                       | Кількість осіб | Відсоток |
| --------------------------------------------- | -------------- | -------- |
| православні                                   | 2795           | 88,6%    |
| римо-католики                                 | 207            | 6,6%     |
| п'ятдесятники                                 | 62             | 2,0%     |
| адвентисти                                    | 41             | 1,3%     |
| реформати                                     | 23             | 0,7%     |
| баптисти                                      | 19             | 0,6%     |
| мусульмани                                    | 2              | 0,1%     |
| лютерани (Синодально-пресвітеріанська церква) | 2              | 0,1%     |
| атеїсти                                       | 2              | 0,1%     |
| не вказали релігію                            | 3              | 0,1%     |